# 莫南
莫南（法語：Monein，法語發音：[mɔnɛ̃]）是法国大西洋比利牛斯省的一个市镇，位于该省中东部，属于奥洛龙-圣玛丽区。

## 地理
莫南（43°19'13"N, 0°34'46"W）面积80.84 平方千米，位于法国新阿基坦大区大西洋比利牛斯省，该省份为法国东南部省份，涵盖了贝阿恩与北巴斯克，西临大西洋比斯開灣，北至朗德省，东北接热尔省，东临上比利牛斯省，南与西班牙接壤。
与莫南接壤的市镇（或旧市镇、城区）包括：阿尔比斯、欧贝尔坦、卡尔代斯、屈克龙、埃斯蒂亚莱斯克、戈埃斯、拉科芒德、拉乌尔卡德、拉瑟布、吕克德贝阿恩、奥洛龙-圣玛丽、帕尔拜斯、帕尔迪。
莫南的时区为UTC+01:00、UTC+02:00（夏令时）。

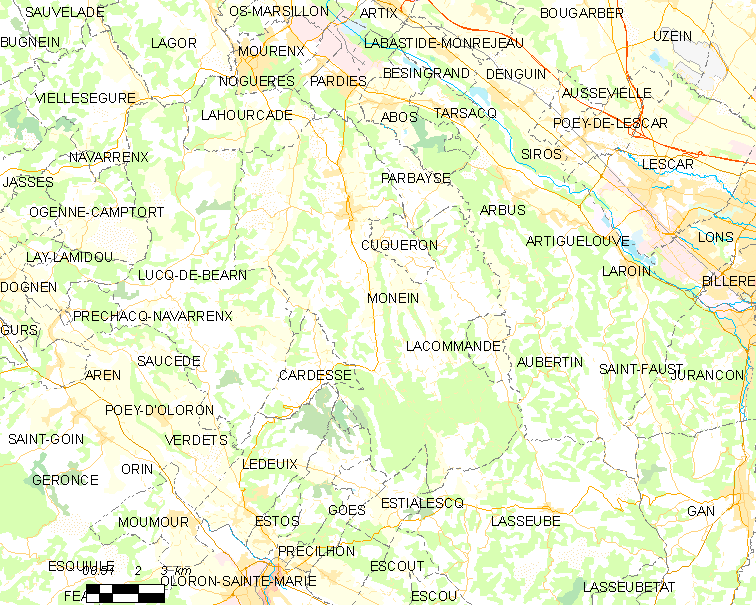
莫南的OSM定位图

## 行政
莫南的邮政编码为64360，INSEE市镇编码为64393。

## 政治
莫南所属的省级选区为贝阿恩中心县。

## 人口

1962-2008年间莫南人口变化图示

莫南于2022年1月1日时的人口数量为4436人。